# Farnost svaté Trojice v Lubínu

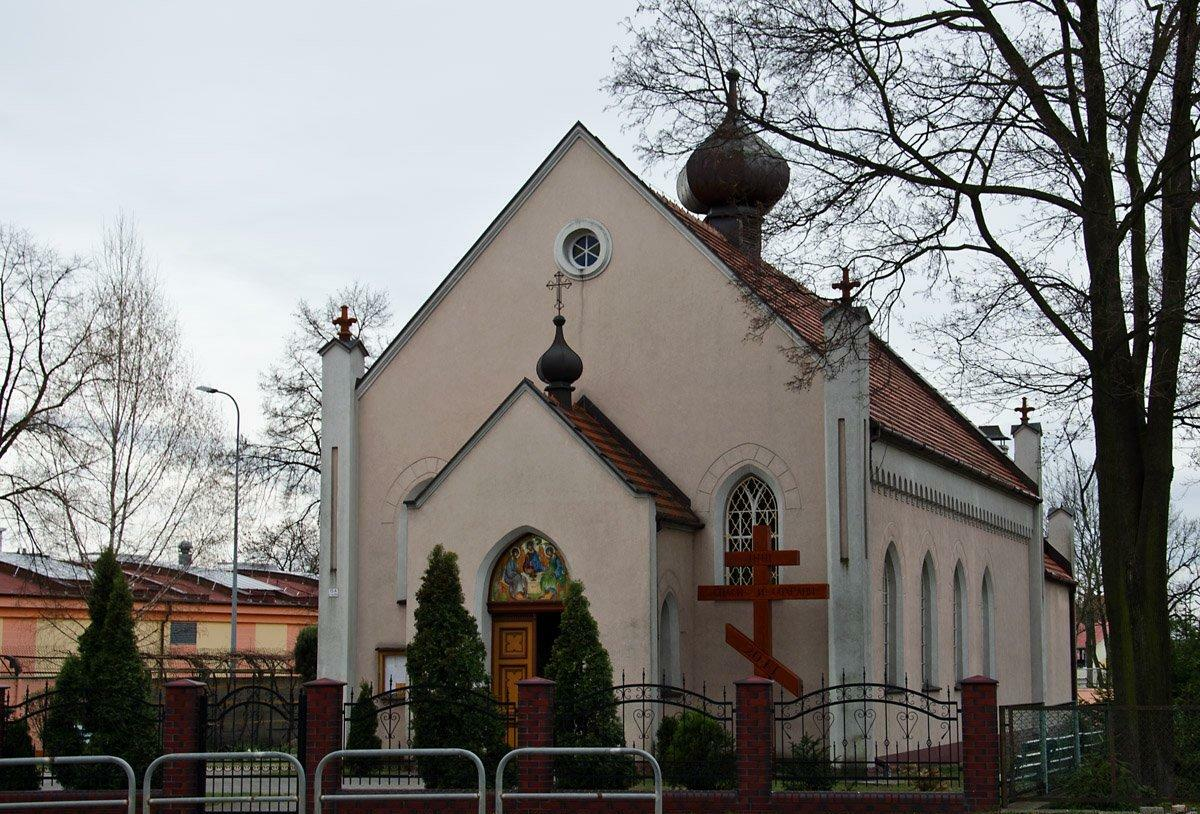
Farní cerkev

Farnost svaté Trojice v Lubínu je pravoslavná farnost v Lubínu, v protopresbyterátu Lubín, ve vratislavsko-štětínské diecézi v Polsku.
Na oblasti farnosti funguje jedna cerkev:
- Cerkev svaté Trojice v Lubínu – farní

## Historie
První pravoslavná bohoslužba se uskutečnila v Lubínu pár let po druhé světové válce, v roce 1949. Hlavním organizátorem byl kněz Jan Lawiarz ze Zimní Vody.
Farnost byla založená dne 9. ledna 1951. Na začátek obdržela bývalý evangelický kostel, který byl z 60 % zničený, a nacházel se v Starém Lubínu. Díky finančním příspěvkům věřících v roce 1952 začala jeho renovace. Bohužel kvůli tomu, že vláda renovace finančně vůbec nepodporovala ani neposkytla žádnou jinou pomoc, plánované renovační práce nebyly dokončeny. 
Pro farníky důležitou událostí byla návštěva biskupa Stefana (Rudyka), která se konala 3. června 1956.
Do roku 1958 byla cerkev součásti farnosti v Zimní Vodě. Prvním farářem samostatné farností svaté Trojice byl kněz Michal Rydzanicz.
Dne 24. listopadu 1959 farnost obdržela budovu v ulici 1. Máje, která dříve fungovala jako evangelická kaple a následně jako tělocvična místního dívčího gymnázia; starý kostel ze Starého Lubínu převzala římskokatolická církev. Po nutných úpravách a renovaci budovy kněz Atanazy Sławiński chrám vysvětil.
Během let cerkev procházela různými opravami a renovacemi, mj. byly přidané bohatší dekorace, ikonostas, předsíň a kněžiště. Od 30. ledna 2006 je farářem Bogdan Repała.
V roce 2013 farnost tvořilo společenství asi 350 lidí, hlavně z Lubínu a okolí.

## Seznam farářů
- 1951–1956 – kněz. Jan Lewiarz
- 1956–1960 – kněz Michał Rydzanicz
- 1960–1962 – kněz Jerzy Zilitynkiewicz
- 1962–1973 – kněz Jan Rydzaj
- 1973–2006 – kněz Michał Żuk
- od 2006 – kněz Bogdan Repeła[1]